# Guadamur
Guadamur ist eine spanische Kleinstadt in der Provinz Toledo in der Autonomen Gemeinschaft Kastilien-La Mancha.

## Lage
Guadamur liegt etwa 15 Kilometer (Fahrtstrecke) südwestlich von Toledo in der historischen Provinz La Mancha; bis nach Madrid sind es gut 90 Kilometer in nordöstlicher Richtung.

## Bevölkerungsentwicklung
| Jahr      | 1960  | 1970  | 1981  | 1991  | 2000  | 2008  | 2013  |
| Einwohner | 1.677 | 1.535 | 1.441 | 1.523 | 1.578 | 1.819 | 1.859 |

Die höchste Einwohnerzahl mit 2017 Personen hatte Guadamur im Jahre 1920.

## Wirtschaft
Guadamur war das landwirtschaftliche Zentrum mehrerer kleinerer Gemeinden, Weiler und Einzelgehöfte. Bis auf etwa 90 ha bewässerter Ackerfläche, auf denen Melonen und Gemüse wachsen, wird in der Region Toledo – wie auch andernorts im Zentrum und im Süden Spaniens – ausschließlich Trockenfeldbau betrieben. Angebaut bzw. angepflanzt werden vor allem Getreide, Oliven und Wein. Im 18. Jahrhundert gab es in der Umgebung zwei Minen – eine zur Gewinnung von Bleierzen, die andere zur Gewinnung von Kohle.

## Geschichte
In der Umgebung des Ortes wurden Spuren bronzezeitlicher und keltiberischer Siedlungen gefunden. In der römischen Antike war die Gegend in der Hauptsache ein Handelsweg von Süd nach Nord und von Ost nach West; Spuren römischer Landgüter (villae) wurden nicht entdeckt. Die Westgoten errichteten in Guarrazar, einem heutigen Vorort, eine bedeutende Ansiedlung, die nach dem Jahr 711 von den muslimischen Eroberern übernommen und fortgeführt wurde, die jedoch – außer einigen Ortsnamen und anders als im nur wenig entfernten Toledo – kaum archäologisch verwertbare Spuren hinterließen. Auf dem Weg zur siegreichen Schlacht von Las Navas de Tolosa zogen im Jahre 1212 die christlichen Heere durch das Gebiet, welches in der Folgezeit durch den Bau von Burgen und Wachtürmen gesichert wurde. Auf den Ruinen einer der frühen Befestigungsanlagen wurde im 15. Jahrhundert das imposante Castillo errichtet, welches die Zeitläufe überdauert hat.

## Sehenswürdigkeiten

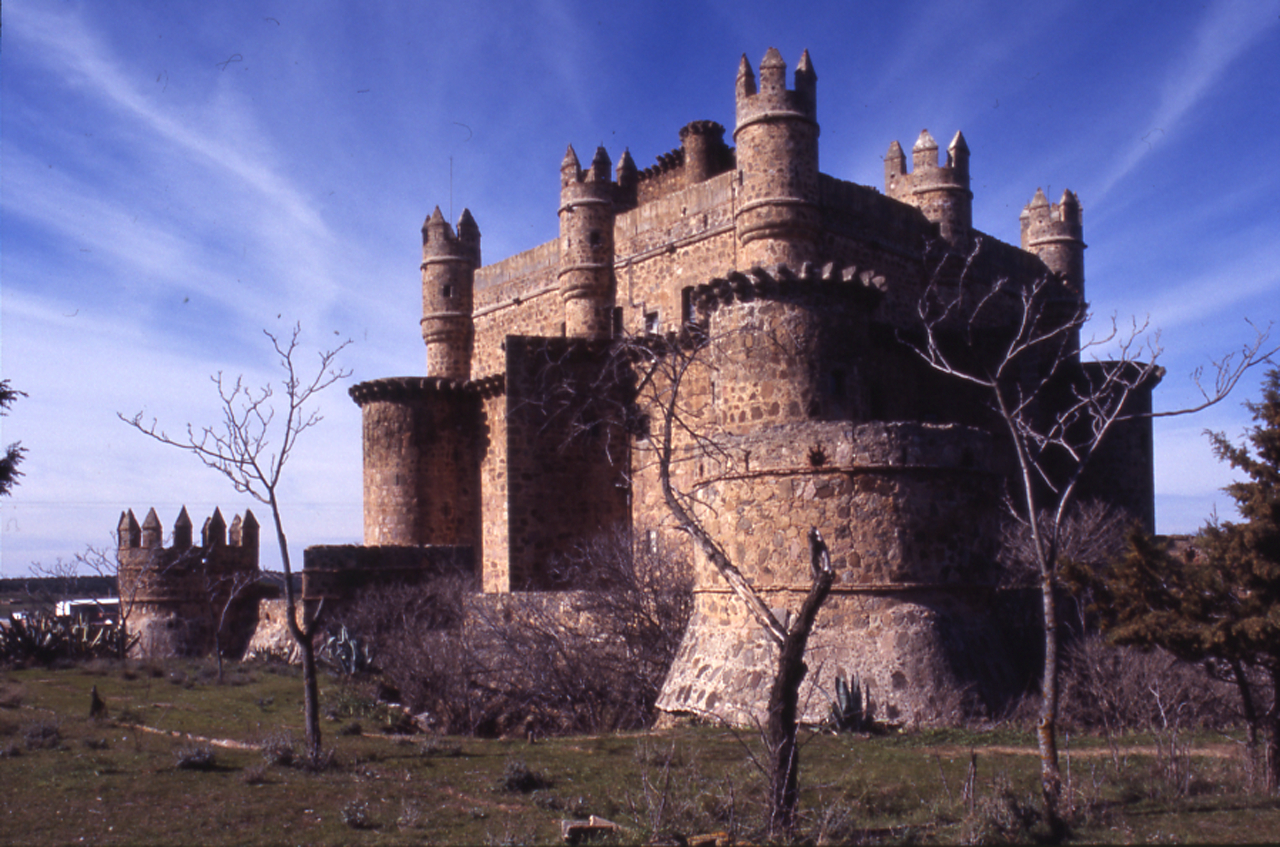
Burg (castillo)

- Hauptattraktion des Ortes ist die spätmittelalterliche Burg Guadamur (castillo), die jedoch gut einen Kilometer östlich des Ortes liegt.
- Die nahe bei der Burg gelegene Einsiedlerkirche (ermita) Nuestra Señora de la Natividad stammt ursprünglich aus dem 13. Jahrhundert. Ihr Mauerwerk besteht aus mehreren Bruchsteinlagen, zwischen denen sich in Abständen von etwa 40 cm jeweils eine Lage aus Ziegelsteinen befindet. Das einschiffige Innere ist erst im 19. Jahrhundert eingewölbt worden. Von der Decke der Apsis hängen Kopien der in den Jahren 1858–1861 unweit von hier im Vorort Guarrazar gefundenen westgotischen Weihekronen, deren Originale im Archäologischen Museum in Madrid zu sehen sind.
- In einem alten Schulgebäude wurde ein Centro de Interpretatión del tesoro de Guarrazar eingerichtet, dass sich primär an jugendliche Besucher wendet.
- Die Pfarrkirche Santa María Magdalena war ursprünglich ein einschiffiger Bau des 16. Jahrhunderts, der im Jahre 1702 ein nördliches Seitenschiff erhielt. Der heutige dreischiffige Zustand wurde erst durch An- und Umbauten zu Beginn des 20. Jahrhunderts herbeigeführt.
- Eine spätgotische Gerichtssäule (rollo jurisdiccional oder picota) aus den Jahren 1468–1471 steht ganz in der Nähe.
- Die Ermita San Antón stammt ebenfalls aus dem 16. Jahrhundert und beherbergt heute ein kleines ethnographisches Museum zu den Lebensumständen früherer Zeiten und zur Volkskunst und Trachten in der Region der Montes de Toledo.

## Partnerstädte
- Tournai (Belgien)
- Vouillé (Frankreich)